# Thora Schwartz-Nielsen
Thora Marie Christine Schwartz-Nielsen, född 19 juli 1854 i Köpenhamn, död 14 maj 1894 i Köpenhamn, var en dansk skådespelerska.
Hon föddes i Köpenhamn, där hennes far Wilhelm F. Schwartz var bokbindare. Hon debuterade den 22 september 1871 på Casino som Batli i Fandens Overmand. Med sitt pikanta yttre, sin friska sångröst, sitt koketta och glada framträdande och sin djärva, äkta köpenhamnska humor vann hon snabbt en framträdande plats, särskilt inom operett och fars.
Hon gifte sig den 16 november 1877 med Carl Nielsen (1855–1895), son till bagarmästare J. E. Nielsen, och kort efter nyår 1879 lämnade hon Casino och tog anställning vid Mindre teatern i Stockholm för följande säsong. Från mars 1883 till årsskiftet 1889–1890 verkade Nielsen åter på köpenhamnska teatrar. Hennes sista framträdande ägde rum på Casino den 28 maj 1890, som Kathinka i Gutter om Bord. Efter sju månaders sjukdom avled hon den 14 maj 1894 i Köpenhamn.